# Siboniso Gaxa
Siboniso Pa Gaxa (Durban, 6 aprile 1984) è un ex calciatore sudafricano, di ruolo difensore.
Il suo ruolo naturale è di terzino destro.
Con la sua nazionale ha partecipato al Mondiale 2010 organizzato in casa, a due Coppa delle Nazioni Africane (nel 2006 e nel 2013), ad una Confederations Cup (2009) e ad una Gold Cup (2005).

## Palmarès

### Club

#### Competizioni nazionali
- Campionato sudafricano: 1

SuperSport Utd: 2007-2008
- Coppa del Sudafrica: 1

SuperSport Utd: 2005
- MTN 8: 1

SuperSport Utd: 2004